# Ceviche
Le ceviche, ou plus rarement céviché (en espagnol : ceviche, ou plus rarement cebiche, sebiche ou seviche — ces quatre formes étant reconnues dans la langue espagnole —, [se.vi.tʃe]) est un plat composé de poisson ou de crustacés marinés dans des agrumes et des assaisonnements présents dans la gastronomie de pays d'Amérique hispanique, sur les côtes du Pacifique, mais aussi de l'Atlantique.
L'appellation regroupe différentes variantes d'un concept commun de fruits de mer ou de poissons crus qui « cuisent » dans une marinade acide, généralement du citron vert (lime), et servis froids. Il en existe de nombreuses variantes. C'est l'acidité qui, dans la plupart des ceviche, va transformer le poisson ou les fruits de mer en les « cuisant » à froid, on ne fait donc, en général, pas cuire à la chaleur les aliments dans cette préparation. Le terme « cuire » dans cet article, désignera ce mode de cuisson par l'acidité à froid par commodité. Dans certaines recettes de ceviche, les ingrédients de base (poisson ou fruit de mer) ne sont pas crus.
Les pratiques et significations associées à la préparation et à la consommation du ceviche sont reconnus par l'UNESCO comme expression de la cuisine traditionnelle péruvienne et patrimoine culturel immatériel de l'humanité.

## Étymologie
Pour l'étymologie du mot cebiche, différentes hypothèses ont été établies. Les académies de langue péruvienne et espagnole diffèrent dans leurs positions. L'Academia Peruana de la Lengua suit l'hypothèse proposée par Federico More (es) dans un article publié en 1952 dans le journal El Comercio, qui affirme que cebiche vient du mot cebo. Cet argument se fonde sur le fait que le terme cebo était utilisé au XVIe siècle pour désigner un aliment sur un ton péjoratif ou diminutif en fonction de sa faible valeur ou de sa petite taille (par exemple, les sandwichs eat-and-go) ; le plat aurait alors reçu le nom de cebiche en raison de la petite taille des morceaux de poisson. Martha Hildebrandt (es), linguiste péruvienne, dans son Diccionario de peruanismos fait référence à la productivité du suffixe mozarabe -iche ; l'Académie royale espagnole s'en tient à cette étymologie dans son dictionnaire à partir de 1984. En 1992, il a suggéré que cebiche pourrait avoir la même étymologie que le terme « escabeche », qui descend du mozarabe iskebêch qui, à son tour, dérive de l'arabe andalou as-sukkabāǧ, qui dérive également de l'arabe classique sakbāǧ (سكباج, « cuit au vinaigre »), et ce dernier vient du vieux persan sikbāǧ, où sik signifie « vinaigre » et bāǧ « soupe, ». Selon cette hypothèse, le terme dejar escabechar était utilisé dans les livres de recettes péruviens au XIXe siècle pour désigner la période de cuisson du poisson dans du jus d'orange acidulé. Dans le livre de recettes La Cocina ecléctica (1890), de l'Argentine Juana Manuela Gorriti, le terme déjeseles escabechar est mentionné dans ce sens.

## Origine
L'hypothèse la plus consensuelle est qu'il s'agit d'un plat importé au Pérou avec l'immigration asiatique, peut-être japonaise, et créé sur la base du poke : « Ici, tout a été réuni dans une cuisine unique qui, soudain, n'existait pas il y a quelques années. Par exemple, la pachamanca est d'origine arabe, non ? Et le ceviche d'origine japonaise ou quelque chose comme ça », explique Pedro Pablo Kuczynski, président de la république du Pérou,.
Cependant, des fouilles archéologiques suggèrent que quelque chose ressemblant à du ceviche aurait pu se trouver dans l'ouest de l'Amérique du Sud il y a déjà 3 000 ans. La civilisation Caral qui s'est développée dans le centre du Pérou entre 3500 av. J.-C. à 1800 av. J.-C. a laissé des preuves de l'utilisation et de la consommation d'anchois péruvien cru avec du piment et du sel, selon les enquêtes de l'archéologue Ruth Shady. Une autre origine précolombienne possible du ceviche se trouve dans la culture Moche, une civilisation côtière qui a commencé à prospérer dans le nord du Pérou actuel il y a près de 2 000 ans. Les Moches utilisaient le jus fermenté du tumbo, un agrume, pour fermenter le poisson,.
La principale hypothèse pour l'étymologie du nom est une origine arabe iskebêch (escabèche) qui est à son tour un emprunt au perse « vinaigre ». Cette hypothèse est reprise notamment par l’Académie royale de la langue espagnole. D'après Alfredo Torero Fernández de Córdova (es), le terme de « ceviche » ou « seviche », comme celui d'escabèche, est un arabisme ancré sur la côte occidentale de l'Amérique du Sud.
Le terme mozarabe d’iskebêch dérive de l'arabe andalou as-sukkabāǧ, de l'arabe classique sakbāj (سكباج, « cuit dans le vinaigre »), qui est lui-même un emprunt au persan ancien sikbāǧ, où sik signifie « vinaigre » et bāǧ « soupe, ». Ce lien étymologique suggère une autre origine possible du plat en Espagne où l'on trouve en effet des plats approchants dans la cuisine de Málaga. La technique de macération de poisson et de viande crus dans du vinaigre, des agrumes et des épices (escabèche) aurait été importée d'Espagne et adapté aux ingrédients et à la cuisine locale.
Il existe de nombreuses autres hypothèses d'origines, une origine locale pré-inca en Équateur et une autre en Polynésie dans le Pacifique Sud. L'origine de ce plat fait l'objet de nombreuses frictions nationalistes.

## Par pays

### Amérique centrale
Au Nicaragua, Salvador, Honduras et Guatemala, le plat comprend du poisson mariné dans du jus de citron vert, du sel, du poivre noir, des oignons, de la coriandre, des piments finement hachés et de l'ail. Il est d'usage de le servir dans une assiette avec une feuille de laitue ou seul et des crackers à côté. Les condiments populaires sont la sauce tomate et la mayonnaise ou le tabasco. Le poisson utilisé est le mahi-mahi, le requin, le marlin ou le tilapia, mais le mérou est également populaire. Ainsi que les préparations de poulpe, d'huîtres, de moules, de coquilles noires, de crevettes ou de chuchecas (en), entre autres fruits de mer, ou le mélange de tous les fruits de mer mentionnés plus des crevettes, qui est appelé vuelve a la vida (« revient à la vie »).

### Chili
Le ceviche est un plat courant de la cuisine chilienne. La variété consommée dans le sud diffère de celle préférée au nord, semblable à celle préparée au Pérou, mélangée à du piment.
Le ceviche consommé au Chili est généralement une préparation de poissons déchiquetés ou en très petits morceaux, comme la corvina, la reineta, le chinchard, des crustacés comme les crevettes et le concholepas concholepas, qui sont macérés pendant des heures dans un acide, principalement du citron, mélangés à des oignons blancs coupés en dés, de la coriandre et parfois du paprika, généralement avec des épices comme le cumin, le poivre noir et le merkén, généralement servis avec du pain, des crackers et/ou de la mayonnaise. Dans le sud du pays, une variante du cebiche a commencé à être élaborée avec de la chair de saumon comme base, préparée avec de l'oignon blanc, du paprika rouge et vert et de la coriandre. Sur l'Île de Pâques, le ceviche préparé avec du thon est courant.
L'influence des immigrants péruviens a augmenté la consommation de la variante péruvienne dans le centre du Chili, qui utilise de gros morceaux de poisson, de l'oignon violet émincé et mariné avec du citron pendant quelques minutes.

### Colombie
Les ceviches sont préparés avec des crevettes, des huîtres, du crabe, des calmars et des chipi chipi, entre autres, et des combinaisons de ceux-ci. La sauce comprend de la sauce tomate, de la mayonnaise, de la sauce à l'ail, de la coriandre, de l'oignon blanc haché, du jus de citron vert, entre autres condiments. Ils sont servis avec des crackers.

### Équateur

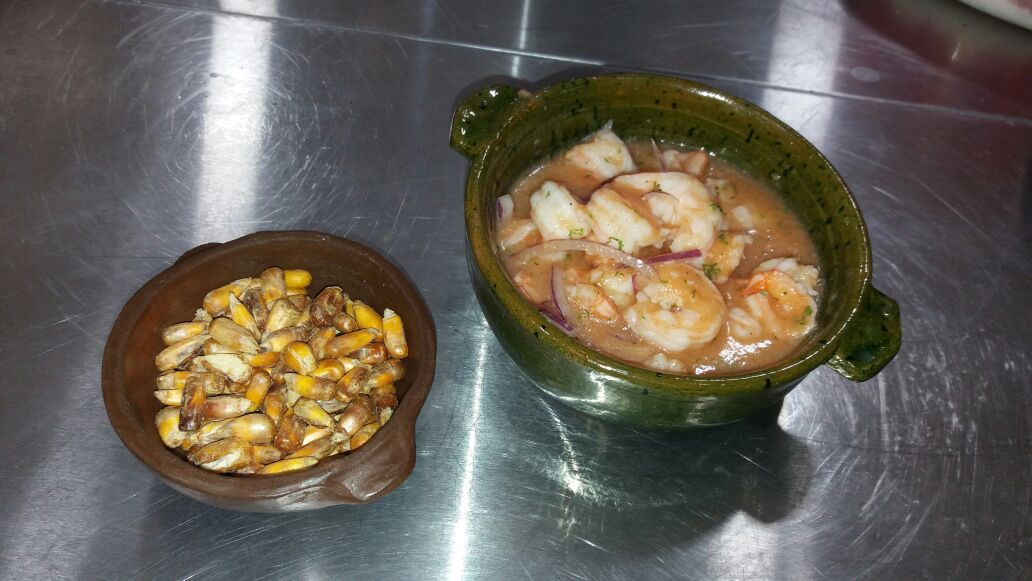
Ceviche équatorien.

Le ceviche est préparé à base de poissons ou fruits de mer (coquillages, crustacés). Ceux-ci sont cuits avant d'être incorporés dans la marinade légèrement acidulée, accompagnés d'oignons, de tomates et de coriandre. Le plat est servi comme une soupe froide, en entrée et, typiquement, accompagné de chips ou de pop-corn salé. C'est l'un des plats les plus consommés du pays ; il est vendu sur les plages par les artisans cuisiniers et dans les restaurants populaires et gastronomiques de tout l'Équateur,,,,.

### Mexique
Du poisson cru ou des fruits de mer (crevettes, thon, poisson) sont marinés (le citron vert est souvent utilisé) pendant 2 à 4 heures ; du piment frais, de l’oignon blanc et de la coriandre, de l’avocat et des tomates sont ajoutés à la fin.
Parfois, le ceviche peut même être servi sans l’ajout de poisson ou fruits de mer, on parle alors de ceviche vierge[réf. souhaitée].

### Pérou
Le ceviche est préparé à base de poisson blanc cru et de jus de citron, du piment, de coriandre et d'oignon. Ce poisson cuit dans le jus de citron est ensuite servi accompagné de pommes de terre ou de patate douce, de manioc, de maïs et parfois même de bananes plantains[réf. souhaitée]. Au Pérou, le ceviche a été déclaré patrimoine national du pays et une fête a même été déclarée en son honneur.